# "الحظ يفضل الشجعان"

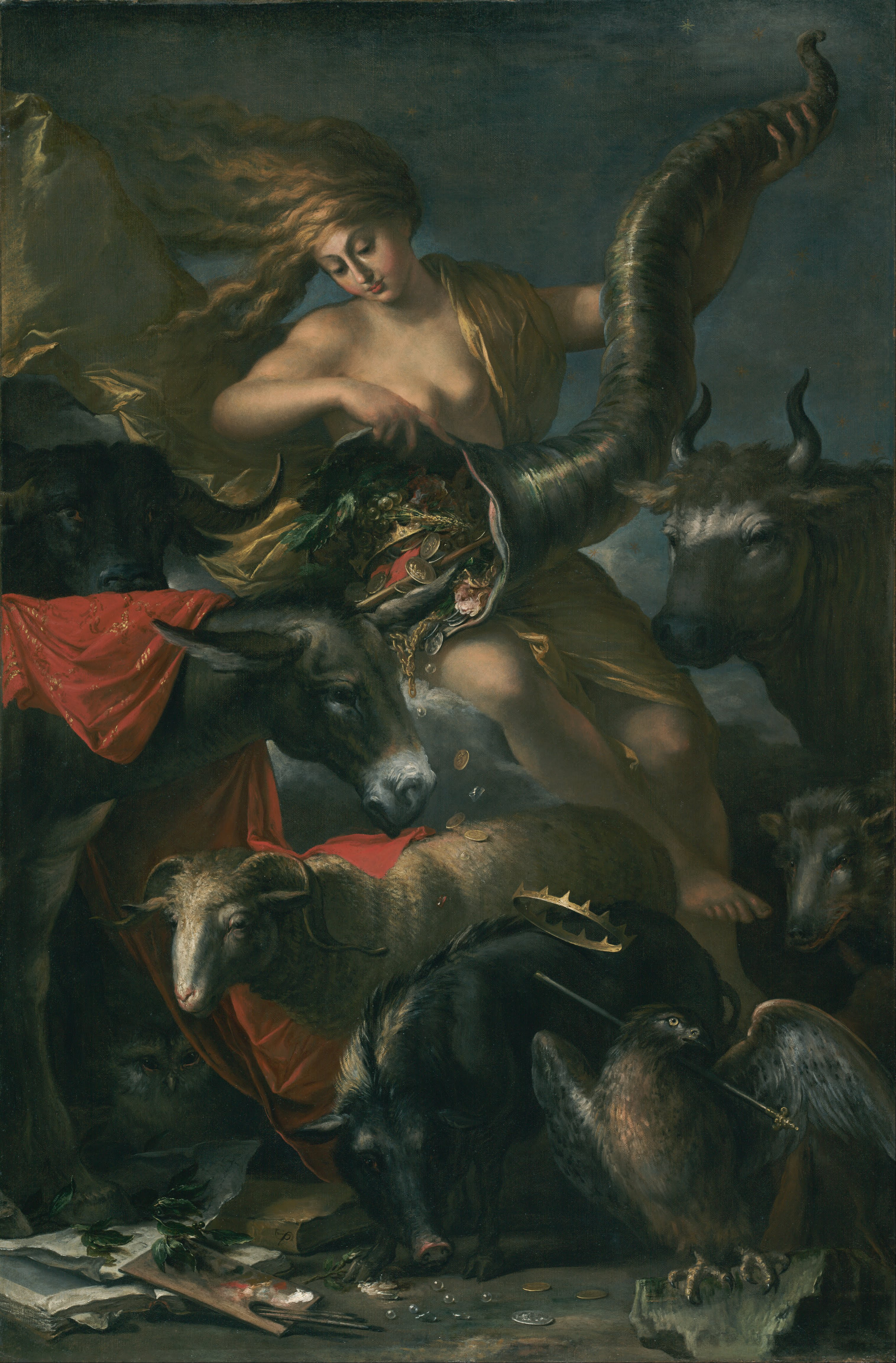
لوحة تمثيل الثروة لـسلفاتور روزا، 1685

"الحظ يفضل الشجعان" أو "الحظ يفضّل الجريئين" هما من الترجمات الإنجليزية الشائعة للمثل اللاتيني "audentes Fortuna iuvat" ومشتقاته. وقد استُخدم هذا التعبير على نطاق واسع في العالم الغربي كشعار يؤكد على مكافأة الشجاعة والإقدام، لا سيما ضمن السياقات العسكرية.
ولا يزال هذا القول مألوفًا حتى يومنا هذا، حيث يُستخدم في شعارات النبالة لعدد كبير من العائلات والقبائل. كما خدم تاريخيًا كشعار شهير للعديد من الجامعات والمؤسسات الأكاديمية، إلى جانب الروابط الثقافية والرياضية، باعتباره دعوة للتحلّي بالشجاعة في مواجهة التحديات.

## خلفية
عبارة "الحظ يفضّل الجريئين" هي ترجمة لمثل لاتيني شهير، له عدة صيغ لغوية متقاربة تحمل جميعها نفس المعنى، منها:
audentes Fortuna iuvat
audentes Fortuna adiuvat
Fortuna audaces iuvat
audentis Fortuna iuvat – وهي الصيغة التي استخدمها تورنس ، أحد الخصوم في ملحمة الإنيادة للشاعر الروماني فيرجيل.
كلمة Fortuna تشير إلى الحظ، وكذلك إلى الإلهة الرومانية فورتونا التي كانت تُجسِّد الحظ والقدر.
صيغة أخرى من المثل، وهي fortes Fortuna adiuvat – "الحظ يفضّل الأقوياء أو الشجعان" – وردت في المسرحية الكوميدية Phormio للكاتب ترنتيوس عام 151 قبل الميلاد، في السطر 203.
كما وسّع الشاعر أوفيد هذا المعنى في عمله التعليمي فن الحب (Ars Amatoria)، السطر I.608، حيث كتب:
"audentem Forsque Venusque iuvat" – "فينوس، مثل الحظ، تفضّل الجريء".
ويُذكر أن بلينيوس الأصغر نقل عن عمه بلينيوس الأكبر استخدامه لعبارة Fortes fortuna iuvat حين قرر قيادة أسطوله للتحقق من ثوران جبل فيزوف عام 79 ميلادياً، على أمل إنقاذ صديقه بومبونيانوس، قائلاً:
"Fortes," inquit, "fortuna iuvat: Pomponianum pete."
"قال: الحظ يفضّل الشجعان، توجه إلى بومبونيانوس." وقد توفي بلينيوس الأكبر خلال تلك المهمة.
صيغة أخرى ذات معنى مشابه هي Fortuna Eruditis Favet – "الحظ يفضّل العقول المُستعدة"، وهي مقولة اشتهر بها العالم الفرنسي لويس باستور، الذي عبّر عنها بالفرنسية:
"Dans les champs de l'observation le hasard ne favorise que les esprits préparés."
"في ميادين الملاحظة، لا يفضّل الحظ إلا العقول المُستعدة."
أما المفكر الإيطالي نيكولو مكيافيلي، فقد كتب في كتابه الأمير:
"من الأفضل أن تكون مغامرًا على أن تكون حذرًا"، مضيفًا:
"لأن الحظ امرأة... ويجب أن تُقهَر وتُعامَل بخشونة، وقد ثبت أنها تخضع للمغامرين."
وقد تُعد هذه الأمثال إعادة صياغة لمقولة منسوبة للفيلسوف اليوناني ديمقريطس:
"الجرأة هي بداية الفعل، لكن الحظ هو من يتحكم في نهايته" (الإغريقية: Τόλμα πρήξιος αρχή, τύχη δε τέλεος κυρίη، رومنة: Tólma préxios arché, túche de téleos kuríe)..
هذا التراكم الثقافي المتنوع عبر التاريخ يجعل من عبارة "الحظ يفضّل الجريئين" أكثر من مجرد مثل، بل حكمة متكررة عبر الحضارات، تمجّد الجرأة، المبادرة، والشجاعة في مواجهة المجهول.